# 産業革新投資機構
株式会社産業革新投資機構（さんぎょうかくしんとうしきこう、英: Japan Investment Corporation、略称: JIC）は、旧産業活力の再生及び産業活動の革新に関する特別措置法（産業再生法）・現在の産業競争力強化法に基づき設立された官民出資の投資ファンドである。2018年（平成30年）9月25日に産業革新機構から改組、設立された。経済産業省所管の認可法人。

## 概要
根拠法である産業競争力強化法の改正法の施行に伴い、2009年（平成11年）に設立された株式会社産業革新機構から改組され、2018年（平成30年）9月に設立された企業である。
経営理念として、「オープンイノベーションによる企業の成長と競争力強化に対する資金供給を通じて民間投資を促進」と「投資人材の育成等を行い、我が国の次世代産業を支えるリスクマネーの好循環を創出」を掲げている。
産業競争力強化法に基づく「投資基準」に沿って投資を行っており、以下の4つの重点投資分野にリスクマネーを供給。
- Society5.0に向けた新規事業の創造の推進
- ユニコーンベンチャーの創出
- 地方に眠る将来性ある技術の活用
- 産業や組織の枠を超えた事業再編の促進

投資にあたっては、機構内に設置する「産業革新投資委員会」が評価を行い、投資対象の決定をし、委員長は社外取締役が務める。また経済産業大臣が業務を監督し、1年に1度、事業評価を行うこととなっている。なお、機構の設置期間は15年間であったが、法改正がされ2050年までとなった。
なお、前身である産業革新機構が出資決定した案件は、産業革新投資機構の子会社である株式会社INCJが支援を行っている。

## 経営体制
産業革新投資機構は実際の経営を担当する取締役会とそれを審議・評価する産業革新投資委員会によって構成されている。
2018年12月、坂根正弘取締役会議長や、田中正明社長を含む民間出身の取締役9人が辞職を表明した。これを受け、同月、経済産業省にJICについての第三者諮問会合が設置され、伊藤邦雄一橋大学大学院経営管理研究科特任教授をトップに、小林栄三元伊藤忠商事社長や、藤沢久美ソフィアバンク代表らが委員に就任した。
2019年12月に新たに代表取締役社長CEOとして横尾敬介が就任。

## 子会社
JICが組成する投資ファンドを運用する子会社を持ち、JICグループを形成している。
- 株式会社INCJ：2018年9月に株式会社産業革新機構から新設分割する形で発足した子会社である[13]。産業や組織の壁を越えて、オープンイノベーションにより次世代の国富を担う産業を育成・創出することを目的とした投資を行う[13]。
- JICベンチャー・グロース・インベストメンツ株式会社：2020年7月に設立されたベンチャーキャピタルである[13][14]。日本のイノベーションを促進し、国際競争力の向上と産業・社会課題の解決を目指す[13][14]。
- JICキャピタル株式会社：2020年9月に設立されたプライベート・エクイティ・ファンドの運用会社である[15]。「Society5.0」実現に向けた新産業の創造、国際競争力強化に向けた事業再編の促進、デジタルトランスフォーメーション（DX）促進をはじめとした次世代社会基盤の構築に向けたリスクマネーを供給する[13]。

## 財源
機構には、2014年（平成26年）11月現在で官民が合わせて3000.1億円を出資している。内訳は政府が2860億円（2013年度＜平成25年度＞補正予算で健康医療分野への投資のため200億円を追加出資）、民間企業26社が140億円、個人2名が1000万円である。また機構が金融機関から資金調達をする場合は1兆8,000億円の政府保証をつけられるため、最大2兆円規模の投資能力を持つこととなる。出資金の95％は財政投融資によって拠出されている。

## 投資状況[16]

### 投資件数（含む追加投資）および投資額
- 2009年度（平成21年度）- 投資実績なし
- 2010年度（平成22年度）- 12件、309億円
- 2011年度（平成23年度）- 13件、2,670億円
- 2012年度（平成24年度）- 18件、628億円
- 2013年度（平成25年度）- 38件、1,700億円
- 2014年度（平成26年度）末までの累計 85件（期中26件）、7,993億円
  - 当期以降、公表様式が変更され、投資額が累計に、また投資の決定・未実行分を含むようになった。
- 2015年度（平成27年度）末までの累計 - 101件（期中20件）、8,305億円
- 2016年度（平成28年度）末までの累計 - 114件（期中19件）、9,846億円

### 当期純損益
- 2009年度（平成21年度） -1,292,392千円
- 2010年度（平成22年度） -3,029,113千円
- 2011年度（平成23年度） -4,472,902千円
- 2012年度（平成24年度） -9,794,659千円
- 2013年度（平成25年度） +36,216,550千円
- 2014年度（平成26年度） -8,347,782千円
- 2015年度（平成27年度） -47,715,899千円
- 2016年度（平成28年度） +1,349,058千円（2016年度末までの累積純損益 -37,087,139千円）

### その他有価証券評価差額金・当期変動額
- 2009年度（平成21年度） 投資実績なし
- 2010年度（平成22年度） +574,772千円
- 2011年度（平成23年度） -362,003千円
- 2012年度（平成24年度） +1,181,921千円
- 2013年度（平成25年度） +526,876,831千円
- 2014年度（平成26年度） +70,501,005千円
- 2015年度（平成27年度） -115,625,670千円
- 2016年度（平成28年度） +363,669,660千円（2016年度末残高 846,816,516千円）

### 保有上場株式の時価評価益
平成28年度末現在 1兆2,172億円

## 投資先ファンド
| ファンド名                                                | 公表日         | 投資額        |
| --------------------------------------------------------- | -------------- | ------------- |
| MPI3号投資事業有限責任組合                                | 2024年4月19日  | 30億円        |
| RGCM1号投資事業有限責任組合                               | 2024年4月11日  | 18億円        |
| Atomico Venture VI SCSp                                   | 2024年2月29日  | 20百万米ドル  |
| Atomico Growth VI SCSp                                    | 2024年2月29日  | 30百万米ドル  |
| DBC1号投資事業有限責任組合                                | 2023年12月18日 | 20億円        |
| AN Venture Partners I, LP                                 | 2023年12月4日  | 30百万米ドル  |
| KII3号インパクト投資事業有限責任組合                      | 2023年10月31日 | 30億円        |
| Kepple Liquidity 1号投資事業有限責任組合                  | 2023年8月10日  | 30億円        |
| みやこ京大イノベーション3号投資事業有限責任組合           | 2023年8月4日   | 20億円        |
| JICVGI オポチュニティファンド 1 号投資事業有限責任組合    | 2023年7月31日  | 400億円       |
| Vertex Ventures (SG) SEA Ⅴ LP                             | 2023年4月21日  | 30百万米ドル  |
| Archetype Ventures3号投資事業有限責任組合                 | 2023年2月24日  | 30億円        |
| Saisei Bioventures, L.P.                                  | 2023年2月6日   | 30百万米ドル  |
| New Enterprise Associates 18, L.P.                        | 2023年1月31日  | 50百万米ドル  |
| NEA 18 Venture Growth Equity, L.P.                        | 2023年1月31日  | 50百万米ドル  |
| JIC ベンチャー・グロース・ファンド2号投資事業有限責任組合 | 2022年12月16日 | 2,000億円     |
| KUSABI 1号投資事業有限責任組合                            | 2022年12月15日 | 26億円        |
| Spiral Capital Japan Fund 2号投資事業有限責任組合         | 2022年12月9日  | 30億円        |
| DNX Partners Japan IV, LP                                 | 2022年10月12日 | 60億円        |
| DNX Partners Annex Japan III, LP                          | 2022年10月12日 | 30億円        |
| EEI 5 号イノベーション&インパクト投資事業有限責任組合     | 2022年9月16日  | 30億円        |
| WUV１号投資事業有限責任組合                               | 2022年8月23日  | 30億円        |
| ANRI５号投資事業有限責任組合                              | 2022年7月20日  | 50億円        |
| Catalys Pacific Fund II, LP                               | 2022年7月6日   | 30百万米ドル  |
| グロービス7号ファンド投資事業有限責任組合                 | 2022年7月5日   | 80億円        |
| グロービス7号Sファンド投資事業有限責任組合                | 2022年7月5日   | 80億円        |
| Apricot Venture Fund 2号投資事業有限責任組合              | 2022年6月10日  | 20億円        |
| DIMENSION2号投資事業有限責任組合                          | 2022年5月11日  | 30億円        |
| QB第二号投資事業有限責任組合                              | 2022年4月15日  | 25億円        |
| IAパートナーズ1号投資事業有限責任組合                     | 2022年4月5日   | 100億円       |
| WiL Ventures III, L.P.                                    | 2022年3月7日   | 100百万米ドル |
| Genesia Venture Fund 3号投資事業有限責任組合              | 2022年1月31日  | 71.5億円      |
| ANRI-GREEN 1号投資事業有限責任組合                        | 2022年1月26日  | 30億円        |
| Sozo Ventures III, L.P.                                   | 2021年12月24日 | 50百万米ドル  |
| UC ヘルスケア・プロバイダー共同投資事業有限責任組合       | 2021年12月13日 | 240億円       |
| DRONE FUND3号投資事業有限責任組合                         | 2021年12月3日  | 30億円        |
| みやこ京大イノベーション2号投資事業有限責任組合           | 2021年5月7日   | 41億円        |
| ANRI４号投資事業有限責任組合                              | 2021年4月19日  | 29.5億円      |
| Catalys Pacific Fund, LP                                  | 2021年2月26日  | 30百万米ドル  |
| Beyond Next Ventures2号投資事業有限責任組合               | 2020年12月8日  | 40億円        |
| JIC PEファンド1号投資事業有限責任組合                     | 2020年9月9日   | 2,000億円     |
| JIC PE共同投資ファンド1号投資事業有限責任組合             | 2020年9月9日   | 9,000億円     |
| JIC ベンチャー・グロース・ファンド1号投資事業有限責任組合 | 2020年7月8日   | 1,200億円     |

## 出資案件
| 出資先 | 分野                                    | 公表日         | 出資額                                     | 国                                | 備考 | 注釈          |
| --- | --------------------------------------- | -------------- | ------------------------------------------ | --------------------------------- | --- | ------------- |
| クレハ・バッテリー・マテリアルズ・ジャパン                                                                                 | 素材・化学                              | 2012年7月31日  | 最大100億円                                | 日本                              | クレハと伊藤忠商事が共同出資するリチウムイオン電池材料メーカー。 | [ 17 ]        |
| 中山アモルファス | 素材・化学                              | 2012年11月30日 | 8億円                                      | 日本                              | 中山製鋼所のアモルファス金属事業を分離し設立。第三者割当増資を引き受け、出資。 | [ 18 ]        |
| アドバンスト・ソフトマテリアルズ                                                                                           | 素材・化学                              | 2013年2月1日   | 5億円                                      |                                   | 東京大学発の素材ベンチャー。高性能樹脂を用いて、擦り傷を自然修復する自動車塗料を開発している。第三者割当増資を引き受け、機構が34％を取得する。                                          | [ 19 ]        |
| ユニゼオ | 素材・化学                              | 2013年9月2日   | 6億円                                      |                                   | 排ガス処理の吸着剤などに活用できる天然鉱物「ゼオライト」の合成技術を持つ東大系ベンチャー。                                                                                              | [ 20 ]        |
| ゼプター (Zeptor Corporation)                                                                                              | 素材・化学                              | 2013年9月13日  |                                            | アメリカ                          | |               |
| リファインバース | 素材・化学                              | 2014年1月14日  |                                            |                                   | |               |
| マテリアル・コンセプト | 素材・化学                              | 2014年3月6日   | 最大6億円                                  |                                   | 東北大学発の素材ベンチャー。銅ペーストの開発・製造・販売。 |               |
| Carter Holt Harvey Pulp & Paper Limited カーターホルトハーベイ・パルプ&ペーパーリミテッドグループ                          | 素材・化学                              | 2014年4月25日  |                                            | ニュージーランド ・オーストラリア | Rank Group Limitedが保有するCarter Holt Harvey Limitedのパルプ、板紙及びパッケージング事業会社とその関連企業。王子ホールディングスと共同で購入した。取得価格は1,037百万NZD（約923億円） | [ 21 ]        |
| ジャパンディスプレイ | 電子デバイス                            | 2011年8月31日  | 2,000億円 （同社株70％）                   |                                   | ソニー、東芝及び日立の中小型ディスプレイ事業（ソニーモバイルディスプレイ、東芝モバイルディスプレイ及び日立ディスプレイズ）を統合して設立した会社。                                      | [ 22 ]        |
| SCIVAX | 電子デバイス                            | 2014年9月22日  |                                            | 日本                              | |               |
| マイクロ波化学 | 素材・化学                              | 2014年6月2日   |                                            |                                   | |               |
| アルプス・グリーンデバイス                                                                                                 | 電子デバイス                            | 2010年3月31日  | 30億円 最大100億円                         |                                   | アルプス電気と共同出資し省エネルギー化を促す電子部品の製造会社。スマートグリッド用機器、EV、家電や情報機器に使用される。出資第1号。                                                     | [ 23 ] [ 24 ] |
| GENUSION | 電子デバイス                            | 2010年5月10日  | 最大26億円                                 |                                   | 半導体メモリー開発メーカー。 | [ 25 ]        |
| 日本インター | 電子デバイス                            | 2010年11月1日  |                                            |                                   | 旧日本インター整流器。京三製作所より株取得により親会社となる。上場会社としては異例の措置。                                                                                              |               |
| 中村超硬 | 電子デバイス                            | 2010年12月27日 | 12億4,500万円                              |                                   | 高性能部品の製造メーカー。 | [ 26 ]        |
| Nistica, Inc. | 電子デバイス                            | 2012年7月6日   |                                            |                                   | アメリカの波長選択スイッチメーカー。フジクラ・NTTエレクトロニクスと共に共同で出資。機構は株式の42％を取得。                                                                             | [ 27 ]        |
| セレブレクス | 電子デバイス                            | 2012年9月19日  | 3億円                                      |                                   | ディスプレイコントローラ用半導体の設計、開発、製造及び販売を行う企業。 | [ 28 ]        |
| Transphorm, Inc. | 電子デバイス                            | 2012年10月1日  | 2,500万ドル                                |                                   | アメリカのパワー半導体ベンチャー企業。機構の既存投資先の日本インターと共に総額3,000万ドル（約23億円）を出資。                                                                           | [ 29 ]        |
| ルネサスエレクトロニクス                                                                                                   | 電子デバイス                            | 2012年12月10日 | 1,383億5,000万円                           |                                   | トヨタ自動車・パナソニックなど民間8社と共に総額1,500億円を出資。産業革新機構の出資比率は69.16％となる。                                                                                 | [ 30 ]        |
| エクスビジョン | 電子デバイス                            | 2013年7月8日   | 最大1億8,000万円                           |                                   | 高速画像処理技術の開発型ベンチャー。 | [ 31 ]        |
| Trigence Semiconductor | 電子デバイス                            | 2014年2月27日  |                                            |                                   | | [ 32 ]        |
| QUADRAC | 電子デバイス                            | 2014年7月14日  |                                            |                                   | |               |
| JOLED | 電子デバイス                            | 2014年7月31日  | 約60億円                                   |                                   | ジャパンディスプレイ、ソニー、パナソニックと共同で設立した有機ELパネル開発会社。出資比率は75%                                                                                           | [ 33 ]        |
| JEOL RESONANCE | 産業機械                                | 2011年1月31日  | 約15億円 （同社株の50.1％）                |                                   | 日本電子の核磁気共鳴装置事業を分離して設立されたメーカー。 | [ 34 ]        |
| スキューズ | 産業機械                                | 2014年2月12日  |                                            |                                   | |               |
| NejiLaw | 産業機械                                | 2014年7月25日  |                                            |                                   | |               |
| スペクトロニクス | 産業機械                                | 2015年3月9日   |                                            |                                   | |               |
| ゼファー | エネルギー                              | 2010年5月6日   | 10億円                                     |                                   | 小型風力発電機メーカー。 | [ 35 ]        |
| エナックス | エネルギー                              | 2010年8月25日  | 約35億円                                   |                                   | リチウムイオン電池メーカー。 | [ 36 ]        |
| ランディス・ギア | エネルギー                              | 2011年7月25日  | 約6億8,000万ドル（約550億円） 同社株約40％ |                                   | 東芝が買収したスイスのスマートメーターメーカー。 | [ 37 ] [ 38 ] |
| スフェラーパワー | エネルギー                              | 2012年4月23日  | 5億円                                      |                                   | 日立ハイテクノロジーズと京都市のベンチャーである京セミ（現・京都セミコンダクター）がシースルー球状太陽電池を量産するために設立。革新機構の他、日立ハイテクが1億円を出資 。              | [ 39 ] [ 40 ] |
| Wireless Glue Networks Inc. （ワイヤレスグルーネットワークス）                                                             | エネルギー                              | 2013年2月21日  | 4.5百万ドル （約4億円）                    |                                   | アメリカのシリコンバレーのソフトウェア開発ベンチャー。東京電力系電力機器メーカーの東光電気などと共同で出資。                                                                            | [ 41 ]        |
| 衆智達国際集団 | 輸送・自動車                            | 2011年6月14日  | 約15億円 （同社株50％）                    |                                   | 中小の日系自動車部品メーカーが中国に設立した部品メーカー。 | [ 42 ]        |
| ユニキャリア | 輸送・自動車                            | 2011年11月29日 |                                            |                                   | 日立建機・日産自動車両社のフォークリフト子会社の中間持株会社。初代社長にユニデンの元社長・大森聡が就任。                                                                                | [ 43 ]        |
| 日興テキスタイル | 消費財・小売（含サービス）              | 2013年3月5日   | 30億円                                     |                                   | 羊毛や綿の糸のねじり具合を調整する独自の技術を持つ織物メーカー。第三者割当増資を引き受け、4割の株式を取得。機構が消費財メーカーに出資するのは初めて。                                   | [ 44 ]        |
| アパレルウェブ | 消費財・小売（含サービス）              | 2013年8月7日   | 最大3億円                                  |                                   | 洋服のインターネット販売を支援する企業。 | [ 45 ]        |
| アジアンベイシス | 消費財・小売（含サービス）              | 2013年8月7日   | 最大20億円                                 |                                   | アジア地域で書籍を中心としたEC事業を展開するために紀伊國屋書店・インフォシティの出資で設立された企業。                                                                                  | [ 46 ]        |
| ヨシムラ・フード・ホールディングス                                                                                         | 消費財・小売（含サービス）              | 2014年2月24日  |                                            |                                   | |               |
| オーマイグラス | 消費財・小売（含サービス）              | 2014年8月4日   |                                            |                                   | |               |
| LSIP | ライフサイエンス                        | 2010年8月6日   | 6億円 3年で最大10億円                      |                                   | 日本初の知的財産投資ファンド。 | [ 47 ]        |
| アネロファーマ・サイエンス                                                                                                 | ライフサイエンス                        | 2010年11月1日  | 約7億円                                    |                                   | 抗がん剤を開発する大学発ベンチャー。約7億円を出資。段階的に出資し最大約50億円を出資する予定。                                                                                           | [ 48 ]        |
| ファルマエイト | ライフサイエンス                        | 2011年11月9日  | 5億5,000万円                               |                                   | 認知症治療薬の創薬ベンチャー。開発初期段階に必要な資金。 |               |
| Orphan Disease Treatment Institute                                                                                         | ライフサイエンス                        | 2013年2月14日  | 最大16億5,000万円                          |                                   | シーズを用いたデュシェンヌ型筋ジストロフィー治療薬の開発を目的として第一三共などとの共同出資で設立。                                                                                    | [ 49 ]        |
| アクアセラピューティクス                                                                                                   | ライフサイエンス                        | 2013年4月11日  | 4億5,000万円                               |                                   | 次世代医薬品として期待される核酸医薬品を開発するベンチャー。この他、民間ファンド「ひびしんキャピタル」も2,000万円を出資する予定。                                                       | [ 50 ]        |
| PRISM Pharma | ライフサイエンス                        | 2013年5月27日  | 10億円                                     |                                   | 肝硬変などの新薬の開発を行っている製薬ベンチャー。この他、日本政策投資銀行系列のファンドなども5億円弱を出資する。                                                                       | [ 51 ]        |
| メガカリオン | ライフサイエンス                        | 2013年8月26日  | 10億円                                     |                                   | iPS細胞を用いて血小板製剤の量産技術を開発中の製薬ベンチャー。SMBCベンチャーキャピタル・みずほキャピタル・三菱UFJキャピタルと共に合計で11億6,000万円を出資。                             | [ 52 ]        |
| MedVenture Partners | ライフサイエンス                        | 2013年11月8日  |                                            |                                   | |               |
| Sunrise Healthcare Service                                                                                                 | ライフサイエンス                        | 2013年12月24日 |                                            |                                   | |               |
| NapaJen Pharma, Inc. | ライフサイエンス                        | 2014年2月3日   |                                            |                                   | |               |
| クリエイトワクチン | ライフサイエンス                        | 2014年5月22日  | 2億8,305万円                               |                                   | 大日本住友製薬と日本ビーシージー製造と共同で設立した企業。 | [ 53 ]        |
| WHILL Inc. | ライフサイエンス                        | 2014年9月3日   |                                            |                                   | |               |
| クオンタムバイオシステムズ                                                                                                 | ライフサイエンス                        | 2015年2月9日   |                                            |                                   | |               |
| KBI Biopharma Inc. | ライフサイエンス                        | 2015年2月26日  |                                            |                                   | |               |
| Miselu Inc． | IT・ビジネスサービス ・コンテンツ・知財 | 2011年7月21日  | 約600万ドル （約4億7,500万円）             |                                   | アメリカシリコンバレーのソーシャル楽器の開発ベンチャー。 | [ 54 ]        |
| All Nippon Entertainment Works                                                                                             | IT・ビジネスサービス ・コンテンツ・知財 | 2011年8月15日  | 最大60億円                                 |                                   | 日本のコンテンツ（ストーリー／キャラクター等）をリメイクし、グローバル市場をターゲットとしたエンタテインメント作品を企画開発する会社。                                                  | [ 55 ]        |
| 音声検索技術のインキュベーション                                                                                           | IT・ビジネスサービス ・コンテンツ・知財 | 2012年1月23日  | 6,000万円                                  |                                   | 独立行政法人産業技術総合研究所が開発した動画サイトで活用できる音声検索技術の事業化を行う。出資により特定目的会社を設立。                                                                | [ 56 ]        |
| 出版デジタル機構 | IT・ビジネスサービス ・コンテンツ・知財 | 2012年3月29日  | 最大150億円                                |                                   | 出版社などが設立した書籍の電子化や電子書籍の配信などの支援を行う企業。 | [ 57 ]        |
| グロザス | IT・ビジネスサービス ・コンテンツ・知財 | 2012年5月10日  | 12億円                                     |                                   | 日本のコンテンツのアジア輸出を支援を目的としてニフティと共同出資で設立。機構が6割、ニフティが4割を出資。                                                                                | [ 58 ]        |
| リプレックス | IT・ビジネスサービス ・コンテンツ・知財 | 2012年7月25日  | 約4億円                                    |                                   | 写真プラットフォームサービス開発ベンチャー。 | [ 59 ]        |
| Mido Holdings Ltd. | IT・ビジネスサービス ・コンテンツ・知財 | 2013年4月3日   | 最大12億円                                 |                                   | クラウドコンピューティング関連ベンチャー。 | [ 60 ]        |
| IP Bridge 及び当該会社が組成・運営する知財ファンド                                                                         | IT・ビジネスサービス ・コンテンツ・知財 | 2013年7月25日  | 9,000万円 27億5000万円                     |                                   | 特許を企業から安価で買い取り、利用を希望する国内のベンチャー企業などに貸し出す「知財ファンド」。機構の他、パナソニック・三井物産などが出資して設立。                                    | [ 62 ] [ 63 ] |
| スマートインサイト | IT・ビジネスサービス ・コンテンツ・知財 | 2013年10月7日  |                                            |                                   | |               |
| ロイヤルゲート | IT・ビジネスサービス ・コンテンツ・知財 | 2013年10月15日 |                                            |                                   | |               |
| コイニー | IT・ビジネスサービス ・コンテンツ・知財 | 2013年10月28日 |                                            |                                   | |               |
| シフトワン | IT・ビジネスサービス ・コンテンツ・知財 | 2014年2月20日  |                                            |                                   | |               |
| カスタマー・コミュニケーションズ                                                                                           | IT・ビジネスサービス ・コンテンツ・知財 | 5月16日        |                                            |                                   | |               |
| Sansan | IT・ビジネスサービス ・コンテンツ・知財 | 2014年5月19日  |                                            |                                   | |               |
| Cloudian Holdings Inc. | IT・ビジネスサービス ・コンテンツ・知財 | 7月8日         |                                            |                                   | |               |
| アグラ | IT・ビジネスサービス ・コンテンツ・知財 | 8月7日         |                                            |                                   | |               |
| K-engine | IT・ビジネスサービス ・コンテンツ・知財 | 9月8日         |                                            |                                   | |               |
| TRILITY | インフラ                                | 2010年5月11日  |                                            | オーストラリア                    | オーストラリアの水事業会社。三菱商事、日揮、比マニラ・ウォーターと共同で英ユナイテッド・ユーティリティーズから買収。旧称ユナイテッド・ユーティリティーズ・オーストラリア。              | [ 64 ] [ 65 ] |
| 国際原子力開発 | インフラ                                | 2010年10月15日 | 2,000万円 （同社株10％）                   |                                   | 原子力発電所新規導入国での原子力発電プロジェクトの提案・調査事業会社。 | [ 66 ]        |
| Aguas Nuevas アグアス・ヌエバス                                                                                            | インフラ                                | 2010年11月1日  | 約200億円 （同社株約50％）                 | チリ                              | チリの水事業会社。丸紅と共同でサンタンデール銀行から買収。 | [ 67 ]        |
| Peach Aviation | インフラ                                | 2011年3月31日  | 1,000万円 （同社株の33.3％）               |                                   | 旧A&Fアビエーション。全日本空輸と香港の投資会社が設立した日本初の格安航空会社（LCC）。                                                                                                  | [ 68 ]        |
| Seajacks International Ltd. シージャックス・インターナショナル                                                             | インフラ                                | 2012年3月19日  | 約350億円 （同社株の50％）                 | イギリス                          | イギリスの洋上風力発電所建設大手。丸紅と共同で米リバーストーン・ホールディングスから買収。                                                                                              | [ 69 ]        |
| Solar Holding S.R.L. ソーラー・ホールディング                                                                              | インフラ                                | 2013年3月19日  |                                            | イタリア                          | イタリアの太陽光発電事業者。発行済み株式の85％を親会社のソーラーベンチャーズから約50億円で取得する。内訳は三菱商事が50％、機構が35％出資する。                                          | [ 70 ]        |
| JTOWER | インフラ                                | 2013年8月12日  | 最大9億円                                  |                                   | 商業施設やオフィスビル、マンションなどの屋内の通信環境を改善するインフラシェアリング事業者。JA三井リース・アイティーファームと共に第三者割当増資を引き受け出資。                        | [ 71 ]        |
| Administração e Gestão de Sistemas de Salubridade アドミニストラサォン・エ・ジェスタォン・デ・システマス・デ・サブリダーデ | インフラ                                | 2014年6月25日  |                                            | ポルトガル ・ブラジル             | ポルトガルとブラジルで上下水処理サービスを展開する企業。ポルトガルの水事業最大手。丸紅と共同で買収した。                                                                                | [ 72 ]        |
| BIC | インフラ                                | 2014年10月7日  |                                            |                                   | |               |
| UTEC3号投資事業有限責任組合                                                                                                | 戦略的LP投資                            | 2013年10月16日 |                                            |                                   | 東京大学エッジキャピタルと共同で設立するベンチャーファンド。資金の大半を出すが、投資先の選定は東大エッジに委ね、これをきっかけに、民間のベンチャーファンド市場を育成する方針。          | [ 73 ]        |
| グローバル・ブレイン５号投資事業有限責任組合                                                                               | 戦略的LP投資                            | 2013年11月22日 |                                            |                                   | |               |
| WiL Fund I, L.P. | 戦略的LP投資                            | 2014年1月8日   |                                            |                                   | |               |
| インキュベイトファンド3号投資事業有限責任組合                                                                              | 戦略的LP投資                            | 2015年1月5日   |                                            |                                   | |               |
| けいはんな学研都市ATRベンチャーNVCC投資事業有限責任組合                                                                    | 戦略的LP投資                            | 2015年2月23日  | 上限25億円                                 |                                   | ATRの技術シーズの事業化を目的とするファンド。NVCCを中心にオムロンベンチャーズ、京都銀行、KDDI、構造計画研究所、サンコール、新生銀行、住友電気工業などが出資。                           | [ 74 ]        |